# Moto Guzzi V7 (2008)
Die Moto Guzzi V7 ist ein Motorrad der Kategorie Roadster, das der italienische Hersteller Moto Guzzi von Ende 2007 bis 2014 in Mandello del Lario baute. Das als „moderner Klassiker“ („modern classic“) positionierte Motorrad wurde am 6. November 2007 auf der 65. internationalen Motorradshow EICMA in Mailand zum 40-jährigen Jubiläum der ersten V7 vorgestellt und ab dem Frühjahr 2008 ausgeliefert.

## Modellentwicklung
Die Verkaufsbezeichnung V7 ist eine marketingstrategische Reminiszenz an die sehr erfolgreiche, ursprüngliche Modellreihe V7, die Moto Guzzi von 1967 bis 1976 baute.
Eigentlich hätte also diese zweite Generation V7 II genannt werden sollen. Moto Guzzi änderte jedoch die Verkaufsbezeichnung erst zum Modelljahr 2015 in V7 II.

### 2008–2011
Zur Einführung übernahm Moto Guzzi für das als V7 Classic bezeichnete Motorrad den Motor der Nevada 750 und der Breva 750. Dieser Motor ist erkennbar an der achteckigen Kontur der Kühlrippen an Zylindern und Zylinderköpfen, an den freistehenden Zündkerzensteckern und den kleinen Ventildeckeln aus Blech und Kunststoff. Der Tank besteht aus Kunststoff.
2009 wurde die Modellreihe durch die V7 Cafè Classic, eine Café-Racer-Ausführung, ergänzt.

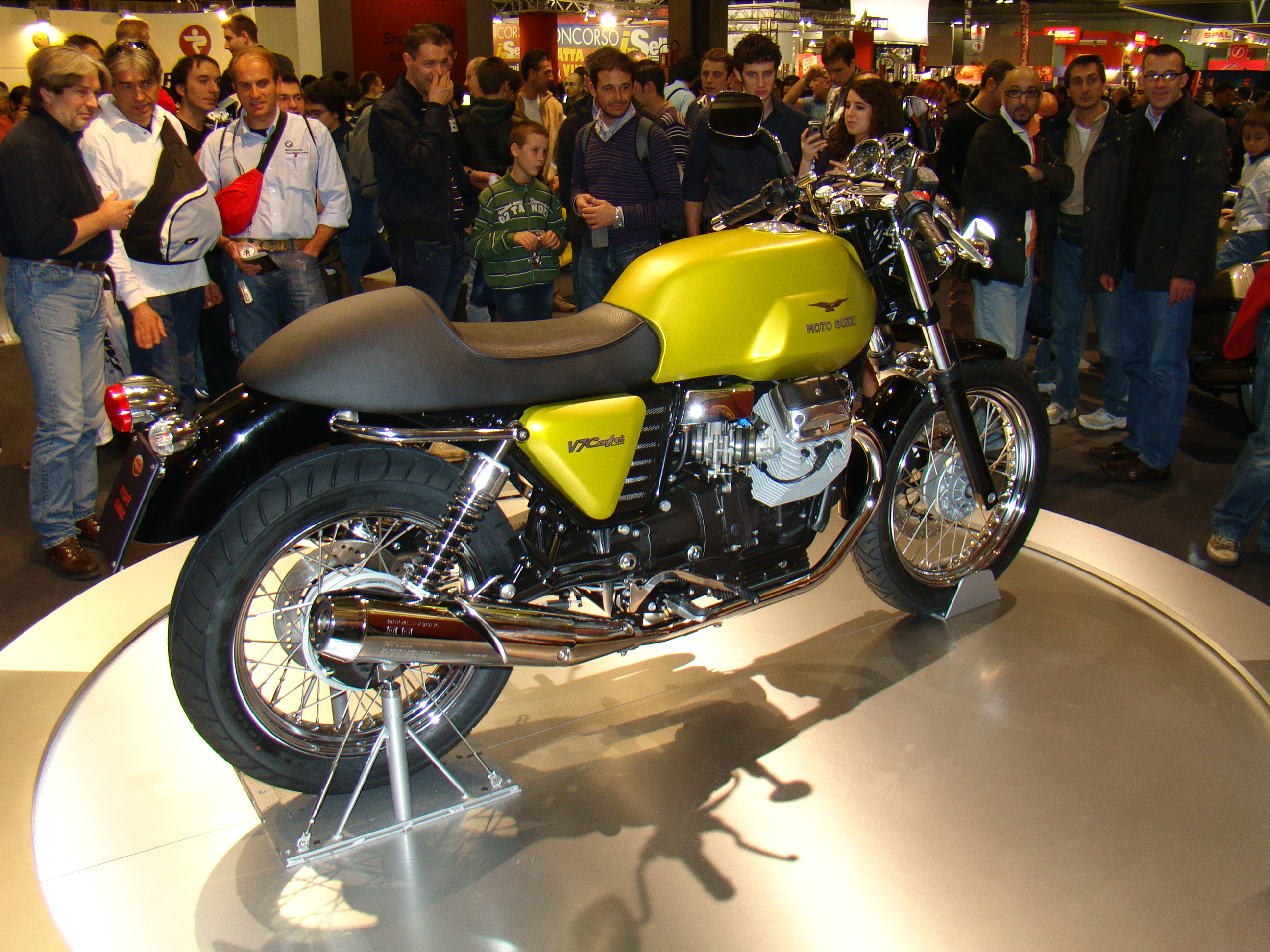
V7 Cafè Classic, Modelljahr 2009

2010 kam die V7 Racer, die sich von der V7 Cafè Classic durch den rot lackierten Rahmen, eine kleine Cockpitverkleidung und einen verchromten Tank unterscheidet.

### 2012–2014
Zum Modelljahr 2012 bekam die V7 eine umfangreiche Modellpflege. Motor und Getriebe wurden überarbeitet (siehe Details unter Abschnitt Antrieb).
Die Modellreihe bestand ab dem Sommer 2012 aus den Ausführungen V7 Special, V7 Racer und der neu eingeführten Bezeichnung V7 Stone, einer mattlackierten Basisausführung mit Aluminium-Gussrädern.

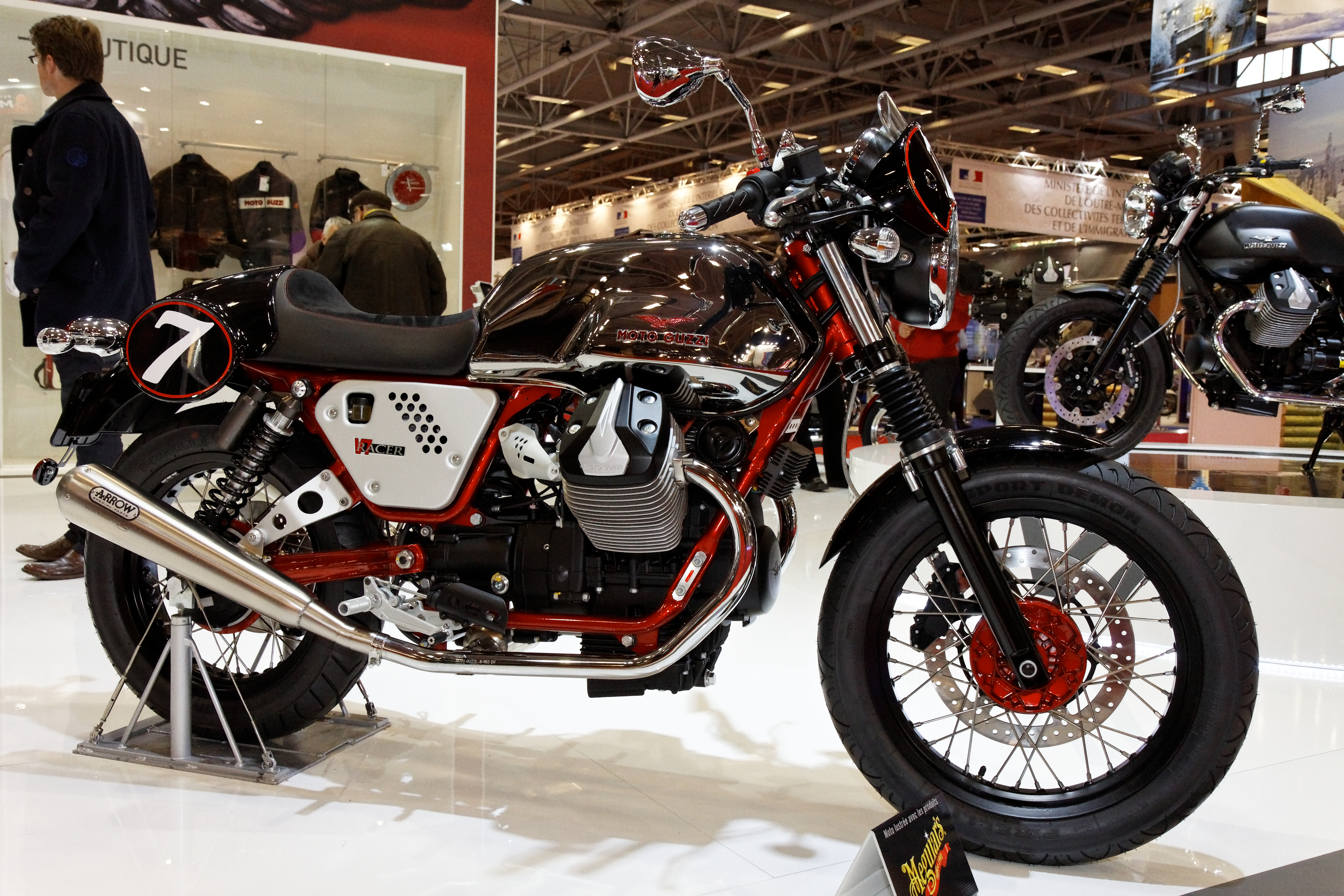
V7 Racer, Modelljahr 2012
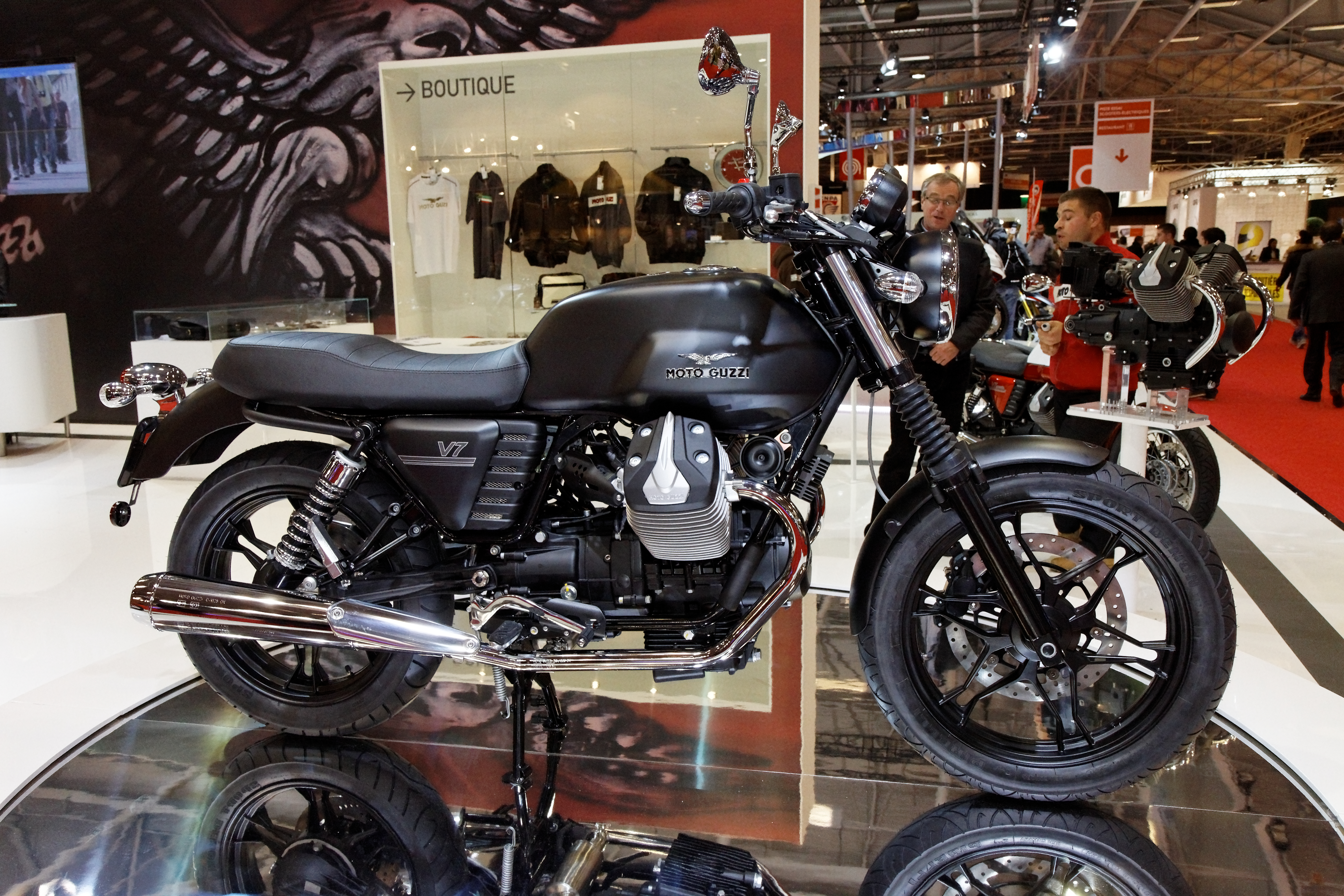
V7 Stone, Modelljahr 2012

## Marktsituation
Konkurrenzmodelle der V7 mit zum Teil deutlich besserer Charakteristik waren bei der Einführung hauptsächlich die Triumph Bonneville (seit 2002 erhältlich), sowie die Kawasaki W 650 (seit 1999) und W 800 (ab 2011), und die Harley-Davidson Sportster XL 883.

## Konstruktion

### Antrieb
2008–2011
Der luftgekühlte Zweizylinder-Viertaktmotor erzeugt aus 744 cm³ Hubraum eine Nennleistung von 35,5 kW (48 PS) bei einer Drehzahl von 6800 min−1 und ein maximales Drehmoment von 54,7 Nm bei 3600 min−1. Der längs eingebaute V-Motor hat einen Zylinderwinkel von 90 Grad, wie alle V-Motoren von Moto Guzzi seit 1967. Die zwei Zylinder haben eine Bohrung von 80 mm, der Kolbenhub beträgt 74 mm, das Verdichtungsverhältnis 9,6 : 1. Die unten liegende Nockenwelle steuert über Stößel, Stoßstangen und Kipphebel je ein Ein- und Auslassventil in den zwei seitlich herausragenden Zylinderköpfen des Viertaktmotors. Das Motorrad erreicht eine Höchstgeschwindigkeit von ca. 170 km/h.
Eine mechanisch betätigte Einscheiben-Trockenkupplung trennt den Motor vom Fünfgang-Getriebe.
Der Motor hat eine Saugrohreinspritzung von Weber-Marelli. Der Kraftstofftank aus Kunststoff hat ein Volumen von 17 Liter, davon sind 2,5 Liter Reserve. Bei einem Verbrauch von 4,5 l/100 km gemäß Herstellerangabe ergibt sich eine theoretische Reichweite von ca. 370 km.
Ein geregelter Drei-Wege-Katalysator mit zwei Lambdasonden behandelt das Abgas nach. Damit unterschreitet das Fahrzeug die Schadstoffgrenzwerte der Abgasnorm Euro-3. Die gesamte Auspuffanlage mit zwei Schalldämpfern besteht aus nichtrostendem Edelstahl.
2012–2014
Zum Modelljahr 2012 wurde der Motor stark überarbeitet. Laut Moto Guzzi wurden 70 % seiner Bauteile neu entwickelt oder überarbeitet, zum Beispiel erhielt er robustere Kolben mit einer die Drallbewegung des Kraftstoff-Luft-Gemischs begünstigenden Kolbenbodenform und einen neuen Y-förmigen Ansaugkrümmer mit nur noch einer zentralen Drosselklappeneinheit mit integriertem Steuergerät. Zylinder und Zylinderköpfe wurden neu konstruiert. Die vergrößerten Kühlrippen bekamen eine gerundete Kontur. Die Ventildeckel decken die Zylinderköpfe nun komplett ab, die Zündkerzenstecker werden von löffelförmigen Kunststoff-Abdeckungen geschützt.
Bei unverändertem Hubraum ergibt sich eine leicht höhere Nennleistung von 37,5 kW (51 PS) bei einer Nenndrehzahl von 6200 min−1 und ein um knapp 10 % höheres maximales Drehmoment von 60 Nm bei 5000 min−1. Das Drehmoment ist allerdings bei niedrigen Drehzahlen deutlich höher als beim Vorgänger und die Leistungsentfaltung gleichmäßiger über den Drehzahlbereich. Das Verdichtungsverhältnis beträgt nun 10,5 : 1.
Das Getriebe mit weiterhin fünf Gängen bekam eine neue Schaltwalze, die Schaltkomfort und -präzision verbessert.
Der vergrößerte Tank besteht aus Stahlblech statt Kunststoff und fasst 21 Liter. Bei einem Verbrauch von 4,4 L/100 km gemäß Herstellerangabe ergibt sich eine um ein Viertel angewachsene theoretische Reichweite von ca. 470 km.

### Rahmen und Fahrwerk
Der Doppelschleifenrohrrahmen aus Stahl hat geschraubte Unterzüge. Die Motor-Getriebe-Einheit ist mittragend.
Das Vorderrad wird von einer Teleskopgabel mit 40 mm Standrohrdurchmesser und 130 mm Federweg geführt.
Hinten ist es eine Zweiarmschwinge, die von zwei Federbeinen mit 118 mm Federweg gedämpft wird. Die Kraft überträgt ein Kardanantrieb an das Hinterrad über eine Kardanwelle im rechten Schwingarm. Wie bei allen Guzzi-Modellen mit der sogenannten „Small-Block“-Antriebskonstruktion ist die Schwinge drehbar gelagert direkt am Getriebegehäuse angeschraubt.
Das Motorrad wiegt trocken (ohne Benzin und Öl) 182 kg und 198 kg fahrfertig.

### Bremsanlage
Vorn hat die V7 eine hydraulisch betätigte Einscheibenbremse mit Vierkolben-Festsattel. Der Durchmesser der halbschwimmend gelagerten Bremsscheibe beträgt 320 mm. Hinten wird für die ebenfalls hydraulisch betätigte Scheibenbremse mit 260 mm Durchmesser ein Vierkolben-Schwimmsattel eingesetzt. Ein Antiblockiersystem ist nicht erhältlich.

## Kritiken
„Vom Start weg sorgen der breite Lenker und die aufrechte Sitzposition mit den leicht nach vorn versetzten Fußrasten für entspanntes Dahingleiten. [...] Dass sich die Guzzi auch auf kurvigen Strecken heimisch fühlt, konnte sie letztlich zumindest ansatzweise doch noch zeigen. [...] Fast von allein findet die V7 dort ihre Linie, bleibt präzise auf Kurs und macht selbst haarige Ausweichmanöver mit [...]. An Aufmerksamkeit herrscht wahrlich kein Mangel.“

„Absolute Gutmütigkeit. Genau das strahlt der Guzzi-Twin aus. Was nicht mit Lahmarschigkeit verwechselt werden sollte. Der nach alter Väter Sitte mit untenliegender Nockenwelle und Stoßstangen bestückte Motor nimmt sehr sauber Gas an, läuft ungemein kultiviert, vibriert nur ganz wenig und vermittelt mit seiner gleichmäßigen Leistungsentfaltung sehr viel Gelassenheit.“